# 제417공병항공여단
제417공병항공여단(417th Engineer Aviation Brigade)은 미국 육군 공병대의 여단이었다. 한국 전쟁 동안 SCRWAF부대로서 제5공군에 할당되어 모든 비행장을 관리 및 감독하였다.

## 역사
1950년 7월 11일, 임시건설사령부는 해체, 대신 제417공병항공여단으로 대체되었고, 여단은 1952년 5월에 대한민국에 배치되었을때, 여단에 제839, 840, 841공병항공대대가 전속하였다
앞서 배치되어 한국군과 주한 미군, 유엔군이 쓸 비행장을 건설, 정비하고 있던 SCARWAF 부대를 전속받았다.
마지막 SCARWAF부대는 제830공병항공대대로 부대는 1956년 5월에 K-55 오산 공군기지에서 해산하였다.

## 부대
- 제420공병항공지형분견대
- 제366공병항공대대
- 제733공병항공보급지점중대
- 제840공병항공대대 - 테네시
- 제841공병항공대대 (예비) - 플로리다
- 제1903공병항공대대
- 제930공병항공단
  - 제622공병항공정비중대
  - 제808공병항공대대
  - 제822공병항공대대
- 제931공병항공단
  - 제809공병항공대대
  - 제811공병항공대대
  - 제919공병항공정비중대
- 제934공병항공단
  - 제802공병항공대대
  - 제839공병항공대대

## 계보
- 1950년 7월 11일, Headquarters and Headquarters Compan, 417th Engineer Aviation Brigade
→제417공병항공여단, 본부 및 본부중대

## 참고
1. ↑  Rottman 2002, 88쪽.

- “USAF Organizations in Korea 1950-1953” (PDF) (영어). Air Force Historical Research Agency. 66쪽. 2023년 4월 19일에 확인함.
- “Air Force Civil Engineer” (영어). 9권 4호. Tyndall AFB, FL. 2001. 2023년 4월 19일에 확인함.
- Coker, Kathryn Roe (2013).  Deborah Foster-King; Jennifer Friend, 편집. 《United States Army Reserve Mobilization for the Korean War》 (PDF) (영어). Fort Bragg, North Carolina: Office of Army Reserve History, United States Army Reserve Command. 97(58)쪽.
- Rottman, Gordon L. (2002). 《Korean War Order of Battle: United States, United Nations, and Communist Ground, Naval, and Air Forces, 1950-1953》 (영어). Westport, CT: Greenwood Publishing Group. ISBN 0-275-97835-4. 2023년 5월 25일에 확인함.